# Kailelilema
Kailelilema ist ein osttimoresischer Ort in der Gemeinde Liquiçá. Die Straße von der Gemeindehauptstadt Liquiçá nach Metagou durchquert die Aldeia Maumetalau (Suco Maumeta, Verwaltungsamt Bazartete) von Nordwest nach Südost. An ihr liegt der Ort Kailelilema. Die Häuser reihen sich an der Straße auf, die dem Gipfel eines Bergrückens folgt. Der Bergrücken wird durch tiefe Täler im Westen und Süden begrenzt, in denen der Gularkoo und sein Quellfluss Eanaloa fließen. Nördlich von Kailelilema entspringt der Nunupupolo, ein Quellfluss des Carbutaeloa.
Die Grundschule Maumetalau befindet sich auf der anderen Seite der Grenze in der Aldeia Nartutu.